# 도광록
도광록(1988년 1월 11일 ~ )는 대한민국의 희극 배우이다.

## 학력
- 백제예술대학 방송연예과

## 출연작

### 방송
- 웃음을 찾는 사람들 (SBS)
  - 아저씨... (2014.07.11 ~ 2015.02.06)
  - 이미지 트레이닝 (2014.08.01 ~ 2014.08.22)
  - 뿌리 없는 나무 (2014.09.12 ~ 2015.12.06)
  - 우리 형 (2015.01.30 ~ 2015.06.21)
  - 화니베베 (2015.06.14 ~ 2015.07.05)
  - 너무 큰大 (2015.10.04 ~ 2016.03.04)
  - 형은 내 운명 (2016.01.24 ~ 2016.05.13)
  - 무뚝이 아빠 (2015.07.01 ~ 2016.08.05)
  - 해줘라 (2016.08.24 ~ 2017.03.15)